# Spring Garden (Alabama)
Spring Garden es un lugar designado por el censo ubicado en el condado de Cherokee en el estado estadounidense de Alabama. En el Censo de 2010 tenía una población de 238 habitantes y una densidad poblacional de 65,29 personas por km².

## Geografía
Spring Garden se encuentra ubicado en las coordenadas 33°58′23″N 85°33′21″O / 33.97306, -85.55583. Según la Oficina del Censo de los Estados Unidos, Spring Garden tiene una superficie total de 5.87 km², de la cual 5.87 km² corresponden a tierra firme y (0%) 0 km² es agua.

## Demografía
Según el censo de 2010, había 238 personas residiendo en Spring Garden. La densidad de población era de 65,29 hab./km². De los 238 habitantes, Spring Garden estaba compuesto por el 96.22% blancos, el 2.1% eran afroamericanos, el 0% eran amerindios, el 0% eran asiáticos, el 0% eran isleños del Pacífico, el 0% eran de otras razas y el 1.68% pertenecían a dos o más razas. Del total de la población el 0% eran hispanos o latinos de cualquier raza.